# Орман, Анарбек Онгарулы
Орман Анарбек Онгарулы (каз. Орман Анарбек Оңғарұлы; 25 августа 1952 в селе Актобе в Ташкентской области, Узбекской ССР) — казахстанский политический деятель, аким Шымкента (1995—1997).

## Биография
Родился 25 августа 1952 года в селе Актобе в Ташкентской области, Узбекской ССР. В 1974 году окончил Ташкентский политехнический институт по специальности «инженер-строитель».
Кандидат технических наук (тема диссертации: «Обеспечение надежности водоотводящих сетей в Южном Казахстане», 1998). Член-корреспондент МАИ.
Трудовой стаж:
- Лаборант в средней школе Пскентского района Ташкентской области (1970);
- Сотрудник Пскентского горводоканала Ташкентской области (1972—1975);
- Сотрудник Чимкентского управления «Водоканал» (1979—1983);
- Сотрудник Чимкентского горжилуправления (1981—1986);
- Начальник Чимкентского областного управления «Водоканал» (1986—1992);
- Заместитель, первый заместитель главы Шымкентской городской администрации (1992—1994);
- Начальник Южно-Казахстанского областного управления «Водоканал» (1994—1995);
- Аким г. Шымкента (1995—1997);
- Начальник ГКП «Водные ресурсы», заместитель акима Южно-Казахстанской области (1997—1999);
- Начальник ГКП "Шымкентское управление «Водоканал», генеральный директор ТОО «Водные ресурсы — Маркетинг» (10.1999 — 2006) и (2008 — 2009);
- Аким г. Шымкент Южно-Казахстанской области (27.09.2006 — 19.02.2008);
- Председатель Комитета по водным ресурсам Министерства сельского хозяйства Республики Казахстан (10.2009 — 02.2012);
- Генеральный директор ТОО «Водоканал», г. Шымкент;
- Председатель филиала Демократической партии Казахстана «Ак жол» по Южно-Казахстанской области (с 06.2012)
- Руководитель Шымкентского городского отделения Республиканского общественного штаба кандидата в Президенты Республики Казахстан Н. А. Назарбаева (сентябрь — декабрь 2005)

С 2003 по 2006 год был избран депутатом Южно-Казахстанского областного маслихата.

## Семья
- Жена: Урманова Гульнар Абубакировна.
- Дети: дочери Салима, Зауре, Роза; сын Мурат.

## Награды
- 2001 — Орден Курмет;
- 2008 — «Почётный гражданин города Шымкента»;
- 2011 — Орден Парасат;
- 2016 — Орден Достык 2 степени;
- 2022 (27 сентября) — Орден «Барыс» 1 степени — за выдающиеся достижения и особые заслуги перед Республикой Казахстан[1].

Награждён медалями «За вклад в обеспечение национальной безопасности», «10 лет Конституции Республики Казахстан» (2005), «25 лет независимости Республики Казахстан» (2016) и др.